# Strade di categoria A della Zona 2

Le zone di numerazione per le strade di categoria A della Gran Bretagna

Secondo il sistema di numerazione delle strade della Gran Bretagna, in tali Paesi a ogni strada è assegnata una lettera singola, che rappresenta la categoria della strada, seguita da un numero, composta da 1 a 4 cifre.
Si riporta l'elenco delle strade di categoria A della Zona 2 in Gran Bretagna, che hanno il punto di partenza a sud del fiume Tamigi e a est della strada A3 (strade che iniziano con la cifra 2).

## Strade a cifra singola e a doppia cifra
| Strada | Da                    | A            | Note |
| ------ | --------------------- | ------------ | ---- |
|        | The Borough (Londra)  | Dover        |      |
|        | New Cross (Londra)    | Dover        |      |
|        | Lewisham (Londra)     | Hastings     |      |
|        | Purley                | Eastbourne   |      |
|        | County Hall, (Londra) | Brighton     |      |
|        | Clapham               | Worthing     |      |
|        | Wrotham Heath         | Guildford    |      |
|        | Maidstone             | Newhaven     |      |
|        | Whiteparish           | Pevensey     |      |
|        | Margate               | Baldslow     |      |
|        | Capel                 | Bognor Regis |      |

## Strade a 3 cifre
| Strada      | Da                                              | A                                          | Note |
| ----------- | ----------------------------------------------- | ------------------------------------------ | --- |
|             | London Bridge                                   | Greenwich                                  | |
| Strada A201 | King's Cross, Central London (Londra)           | Bricklayers' Arms, South London            | Parte del London Inner Ring Road (circonvallazione interna di Londra)                                                               |
| Strada A202 | Victoria Station, Central London (Londra)       | New Cross Gate, South East London (Londra) | |
| Strada A203 | Brixton                                         | Vauxhall                                   | |
|             | Brixton                                         | Tulse Hill                                 | |
| Strada A205 | Woolwich                                        | Chiswick                                   | Circonvallazione sud di Londra |
|             | Greenwich                                       | Greenhithe                                 | |
|             | Charlton                                        | Dartford                                   | |
|             | Eltham                                          | Orpington                                  | |
|             | Plumstead                                       | Falconwood                                 | |
| Strada A210 | Eltham                                          | Bexley                                     | |
|             | Eltham                                          | Ruxley                                     | |
|             | Catford                                         | Forestdale                                 | |
|             | Sydenham                                        | Broad Green                                | |
| Strada A214 | West Wickham                                    | Wandsworth                                 | |
|             | Elephant and Castle                             | Shirley                                    | |
|             | Streatham                                       | Mitcham                                    | |
| Strada A217 | Reigate                                         | Wandsworth                                 | |
|             | South Wimbledon                                 | Wandsworth                                 | |
|             | Harlesden                                       | South Wimbledon                            | |
|             | Erith                                           | Bexleyheath                                | |
|             | Bexleyheath                                     | Sidcup                                     | |
|             | Croydon                                         | Old Bexley                                 | |
|             | Foots Cray                                      | Crayford                                   | |
|             | Foots Cray                                      | Sevenoaks                                  | |
|             | Dartford                                        | Sevenoaks                                  | |
|             | Crayford                                        | Rochester                                  | |
|             | Gravesend                                       | Shipbourne                                 | |
|             | Tunbridge Wells                                 | Lower Stoke                                | |
|             | Rochester                                       | Hurst Green                                | |
|             | Horsted                                         | Chatham                                    | |
|             | Chatham                                         | Chatham                                    | |
|             | Ewell                                           | Orpington                                  | |
|             | Bromley Common                                  | Westerham                                  | |
|             | Crystal Palace                                  | Beckenham                                  | |
|             | Purley                                          | Thornton Heath Pond                        | |
|             | South Croydon                                   | Mitcham                                    | |
|             | Mitcham Common                                  | Coulsdon                                   | |
|             | Kingston upon Thames                            | Colliers Wood                              | |
|             | Morden Park                                     | Mitcham Common                             | |
|             | Burgh Heath                                     | Kingston upon Thames                       | |
| A241        | Caduta in disuso                                |                                            | In precedenza, strada tra Epsom e Banstead.                                                                                         |
|             | Reigate                                         | Salfords                                   | |
|             | Leatherhead                                     | Surbiton                                   | |
|             | Leatherhead                                     | Hounslow                                   | |
|             | Leatherhead                                     | Horsell                                    | |
|             | Leatherhead                                     | Guildford                                  | |
|             | Woking                                          | Clandon Park                               | |
|             | Shere                                           | Peasmarsh                                  | |
|             | Maidstone                                       | Sheerness                                  | |
|             | Sheppey                                         | Sheerness                                  | |
|             | Faversham                                       | Ashford                                    | |
|             | Charing                                         | Chilham                                    | |
|             | Sarre                                           | Ramsgate                                   | |
|             | Margate                                         | Ramsgate                                   | |
|             | Margate                                         | Ramsgate                                   | |
|             | Whitfield                                       | Saint Peter's                              | |
|             | Canterbury                                      | Sandwich                                   | |
|             | Dover                                           | Sandwich                                   | |
|             | Folkestone                                      | Emsworth                                   | |
|             | Barham                                          | Folkestone                                 | |
|             | Lympne                                          | Hythe                                      | |
|             | Tenterden                                       | Lamberhurst                                | |
| A263        | Caduta in disuso                                |                                            | In precedenza, strada tra Pembury e Royal Tunbridge Wells.                                                                          |
|             | Tunbridge Wells                                 | Horsham                                    | |
|             | Hurst Green                                     | Heathfield                                 | |
| A266        | Caduta in disuso                                |                                            | In precedenza, strada tra Frant e Hurst Green.                                                                                      |
|             | Tunbridge Wells                                 | Horsebridge                                | |
|             | Flimwell                                        | Rye                                        | |
|             | Bexhill                                         | Ninfield                                   | |
|             | Southwick                                       | Coldean                                    | In precedenza, parte della A27 prima che fosse costruita una variante attorno a Brighton al principio degli anni '90 del XX secolo. |
|             | Hailsham                                        | Battle                                     | |
|             | Heathfield                                      | Chilcomb                                   | |
|             | Haywards Heath                                  | Pyecombe                                   | |
|             | Maidstone                                       | Biddenden                                  | |
|             | Forest Row                                      | Lewes                                      | |
| A276        | Caduta in disuso                                |                                            | In precedenza, una strada a Lewes                                                                                                   |
|             | Lewes                                           |                                            | Lewes Town Road, che collega la A26 con la A27                                                                                      |
|             | Rainham                                         | Bredhurst                                  | |
| A279        | Caduta in disuso                                |                                            | In precedenza, strada tra Handcross e Lower Beeding. Declassata a strada di categoria B con numero B2210.                           |
|             | Findon                                          | Angmering                                  | |
|             | Guildford                                       | Pyecombe                                   | |
|             | Darenth                                         | Thurrock                                   | Parte della London Orbital (M25).                                                                                                   |
|             | Milford                                         | Shoreham-by-Sea                            | |
|             | Houghton                                        | Littlehampton                              | |
|             | Petworth                                        | Chichester                                 | |
|             | Milford                                         | Birdham                                    | |
|             | Hook                                            | Haslemere                                  | |
|             | Southsea                                        | Portsmouth                                 | |
|             | Strood                                          | Gillingham                                 | |
|             | Canterbury                                      | Whitstable                                 | |
|             | Sturry                                          | Herne Bay                                  | |
|             | Ashford                                         | M20 a Willesborough, Kent                  | |
|             | Tangenziale di Portslade e raccordo con la A27. | Portslade                                  | |
| A294        | Caduta in disuso                                |                                            | In precedenza, strada tra Chichester e Bognor Regis.                                                                                |
|             | Hailsham                                        | Amberstone, East Sussex                    | |
|             | Dartford                                        | Interscambio di Bean, vicino a Bluewater   | |
|             | Morden Hall Park, Merton                        | Rose Hill                                  | |
|             | New Malden                                      | Wimbledon Park                             | |
|             | Brenley Corner, vicino a Faversham              | Ramsgate                                   | |

## Strade a 4 cifre
| Strada | Da                                    | A                                                | Note                                                            |  |
| ------ | ------------------------------------- | ------------------------------------------------ | --------------------------------------------------------------- |  |
|        | Crayford                              | Slade Green                                      |                                                                 |  |
|        | Sidcup                                | Sidcup                                           |                                                                 |  |
|        | Dorking                               | North Holmwood                                   |                                                                 |  |
|        | Crawley                               | A23 a Crawley                                    |                                                                 |  |
|        | Hythe                                 | Hythe                                            | Scanlons Bridge Road                                            |  |
|        | Brighton                              | Brighton                                         |                                                                 |  |
|        | M23 J10                               | A23 a Crawley                                    |                                                                 |  |
|        | A21 vicino a Tonbridge                | A26 vicino a Tonbridge                           |                                                                 |  |
|        | Catford                               | Beckenham                                        |                                                                 |  |
|        | Plumstead                             | Erith                                            |                                                                 |  |
|        | Bexley                                | Dartford                                         |                                                                 |  |
|        | Willingdon                            | Eastbourne                                       |                                                                 |  |
|        | West Wickham                          | Epsom                                            |                                                                 |  |
|        | Hove                                  | West Blatchington                                |                                                                 |  |
|        | South Lancing                         | North Lancing                                    |                                                                 |  |
|        | Dartford                              | Dartford                                         |                                                                 |  |
|        | Lewes                                 | Lewes                                            |                                                                 |  |
|        | Bedhampton                            | Southsea                                         |                                                                 |  |
|        | Worthing                              | Worthing                                         |                                                                 |  |
|        | West Worthing                         | East Worthing                                    |                                                                 |  |
|        | Folkestone                            | Folkestone                                       |                                                                 |  |
|        | Motorway M20 vicino al Channel Tunnel | Folkestone                                       |                                                                 |  |
|        | A nord di Bexhill                     | A est di Bexhill                                 |                                                                 |  |
|        | Henfield                              | Upper Beeding                                    |                                                                 |  |
|        | Brighton                              | Brighton                                         |                                                                 |  |
|        | Eastbourne                            | Eastbourne                                       |                                                                 |  |
|        | Thamesmead                            | Abbey Wood                                       |                                                                 |  |
|        | Ashford                               | Kennington                                       |                                                                 |  |
|        | Cheam                                 | Norbiton                                         |                                                                 |  |
|        | Reigate                               | Salfords                                         |                                                                 |  |
|        | Autostrada M2 Junction 3              | Vicino a Chatham                                 |                                                                 |  |
|        | Hilsea                                | Portsmouth                                       |                                                                 |  |
|        | Harbledown                            | Bridge                                           |                                                                 |  |
|        | Charlton                              | Millennium Dome                                  |                                                                 |  |
|        | Kennington                            | Brenzett                                         |                                                                 |  |
|        | Johns Cross                           | Tra Ashdown e Conquest                           |                                                                 |  |
|        | Silverhill                            | Centro della città di Hastings                   | Breve strada di collegamento                                    |  |
|        | Bohemia)                              | St Leonards-on-Sea)                              | Breve strada di collegamento                                    |  |
|        | The Borough (Londra)                  | Tower Bridge                                     | Long Lane (Southwark)                                           |  |
|        | Herne Hill                            | Crystal Palace                                   |                                                                 |  |
|        | Rotherhithe                           | ?                                                |                                                                 |  |
|        | Surrey Quays                          | Surrey Docks                                     |                                                                 |  |
|        | A206                                  | Blackwall Tunnel                                 | Blackwall Lane                                                  |  |
|        | Woolwich                              | Woolwich Ferry                                   | Strada di accesso dal Woolwich Ferry alla South Circular Road   |  |
|        | Tower Bridge Road                     | Tooley Street, vicino alla London Bridge station | Bermondsey Street                                               |  |
|        | Rotherhithe                           | Tower Bridge Road                                |                                                                 |  |
|        | Bermondsey                            |                                                  | Druid Street, una breve strada di collegamento nel South London |  |
|        | Old Kent Road                         | Surrey Quays                                     |                                                                 |  |
|        | Deptford                              | Deptford Bridge                                  | Deptford Church Street                                          |  |
|        | Deptford                              | Lewisham                                         |                                                                 |  |
|        | Greenwich                             | Lewisham                                         |                                                                 |  |
|        | Lee Green                             | Bromley                                          |                                                                 |  |
|        | Blackheath                            | Eltham                                           |                                                                 |  |
|        | Brixton                               | New Cross                                        | Morval Road, Dalberg Road, Brixton Water Lane, Dulwich Road     |  |
|        | Peckham                               | Peckham Rye                                      |                                                                 |  |
|        | Sydenham                              | Denmark Hill                                     |                                                                 |  |
|        | Clapham Common                        | Camberwell                                       |                                                                 |  |
|        | Sydenham                              | Bell Green, Sydenham                             |                                                                 |  |
|        | Crawley                               | Crawley                                          |                                                                 |  |
|        | Copthorne                             | Crawley                                          |                                                                 |  |
|        | Southfleet                            | Northfleet                                       |                                                                 |  |
|        | Polegate                              | Eastbourne                                       |                                                                 |  |
|        | Eastbourne                            | vicino a Eastbourne                              |                                                                 |  |
|        | Eastbourne                            | Eastbourne                                       | Breve strada di collegamento                                    |  |
|        | Burgess Hill                          | Hickstead                                        |                                                                 |  |
|        | Brompton (Kent)                       | Medway Tunnel                                    |                                                                 |  |
|        | A27, Worthing                         | West Worthing                                    |                                                                 |  |
|        | Yorkletts                             | Herne Bay                                        |                                                                 |  |